# Adolph Rupp
Adolph Frederick Rupp, (Halstead, Kansas, 2 de septiembre de 1901 - Lexington, Kentucky, 10 de diciembre de 1977) fue un jugador y entrenador de baloncesto estadounidense que fue durante 42 años entrenador en la Universidad de Kentucky.

## Trayectoria
- Universidad de Kansas (1919-1923), jugador.
- Universidad de Kentucky (1930-1972), entrenador.

## Premios con su nombre
En su honor se dan los premios Trofeo Adolph Rupp, al  mejor baloncestista de la División I de la NCAA y la Copa Adolph Rupp, al entrenador de baloncesto masculino universitario de la División I de la NCAA "que mejor ejemplifique la excelencia en su dedicación al juego del baloncesto y a sus alumnos".
El estadio de los Kentucky Wildcats, construido en 1976, lleva como nombre Rupp Arena en su honor.